# Saint-Aubin-Épinay
 (février 2021).
Si vous disposez d'ouvrages ou d'articles de référence ou si vous connaissez des sites web de qualité traitant du thème abordé ici, merci de compléter l'article en donnant les références utiles à sa vérifiabilité et en les liant à la section « Notes et références ».
Pour les articles homonymes, voir Saint-Aubin et Épinay.
Saint-Aubin-Épinay est une commune française située dans le département de la Seine-Maritime en région Normandie.

## Géographie

### Localisation
La commune fait partie de la Métropole Rouen Normandie.
La commune de Saint-Aubin-Épinay est constituée de deux villages : Épinay-sur-Aubette et Saint-Aubin-la-Rivière.
Le chef-lieu de la commune est le bourg de Saint-Aubin-la-Rivière.
| - OpenStreetMap Limite communale |

| Saint-Léger-du-Bourg-Denis | Saint-Jacques-sur-Darnetal | Bois-d'Ennebourg |
| Le Mesnil-Esnard           | Saint-Aubin-Épinay         | Montmain         |
|                            | Franqueville-Saint-Pierre  |                  |

### Hydrographie
La commune est située dans le bassin Seine-Normandie. Elle est drainée par la Ravine et l'Aubette,,.

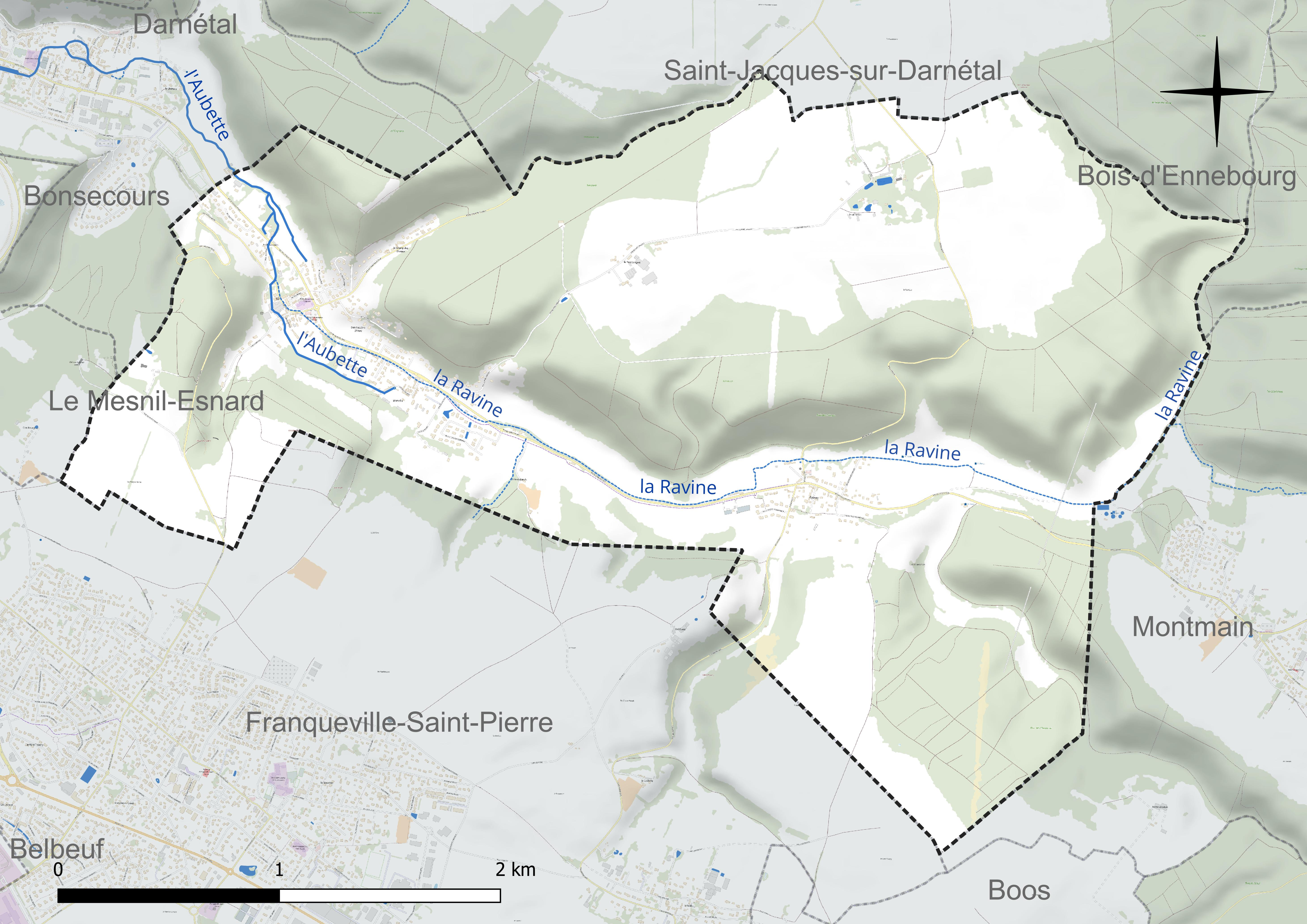
Réseau hydrographique de Saint-Aubin-Épinay.

### Climat
Pour des articles plus généraux, voir Climat de la Normandie et Climat de la Seine-Maritime.
En 2010, le climat de la commune est de type climat océanique dégradé des plaines du Centre et du Nord, selon une étude du CNRS s'appuyant sur une série de données couvrant la période 1971-2000. En 2020, Météo-France publie une typologie des climats de la France métropolitaine dans laquelle la commune est exposée à un climat océanique et est dans la région climatique Côtes de la Manche orientale, caractérisée par un faible ensoleillement (1 550 h/an) ; forte humidité de l’air (plus de 20 h/jour avec humidité relative > 80 % en hiver), vents forts fréquents. Parallèlement le GIEC normand, un groupe régional d’experts sur le climat, différencie quant à lui, dans une étude de 2020, trois grands types de climats pour la région Normandie, nuancés à une échelle plus fine par les facteurs géographiques locaux. La commune est, selon ce zonage, exposée à un « climat maritime », correspondant au Pays de Caux, frais, humide et pluvieux, légèrement plus frais que dans le Cotentin.
Pour la période 1971-2000, la température annuelle moyenne est de 10,7 °C, avec une amplitude thermique annuelle de 13,9 °C. Le cumul annuel moyen de précipitations est de 784 mm, avec 12,1 jours de précipitations en janvier et 8,2 jours en juillet. Pour la période 1991-2020, la température moyenne annuelle observée sur la station météorologique la plus proche, située sur la commune de Boos à 4 km à vol d'oiseau, est de 10,9 °C et le cumul annuel moyen de précipitations est de 847,5 mm,. Pour l'avenir, les paramètres climatiques de la commune estimés pour 2050 selon différents scénarios d’émission de gaz à effet de serre sont consultables sur un site dédié publié par Météo-France en novembre 2022.

## Urbanisme

### Typologie
Au 1er janvier 2024, Saint-Aubin-Épinay est catégorisée commune rurale à habitat dispersé, selon la nouvelle grille communale de densité à sept niveaux définie par l'Insee en 2022.
Elle appartient à l'unité urbaine de Rouen, une agglomération inter-départementale regroupant 50  communes, dont elle est une commune de la banlieue,,. Par ailleurs la commune fait partie de l'aire d'attraction de Rouen, dont elle est une commune de la couronne,. Cette aire, qui regroupe 317 communes, est catégorisée dans les aires de 200 000 à moins de 700 000 habitants,.

### Occupation des sols
L'occupation des sols de la commune, telle qu'elle ressort de la base de données européenne d’occupation biophysique des sols Corine Land Cover (CLC), est marquée par l'importance des forêts et milieux semi-naturels (51,6 % en 2018), une proportion sensiblement équivalente à celle de 1990 (51,7 %). La répartition détaillée en 2018 est la suivante : 
forêts (51,6 %), terres arables (26,5 %), prairies (14,3 %), zones urbanisées (4,9 %), zones agricoles hétérogènes (2,7 %). L'évolution de l’occupation des sols de la commune et de ses infrastructures peut être observée sur les différentes représentations cartographiques du territoire : la carte de Cassini (XVIIIe siècle), la carte d'état-major (1820-1866) et les cartes ou photos aériennes de l'IGN pour la période actuelle (1950 à aujourd'hui).

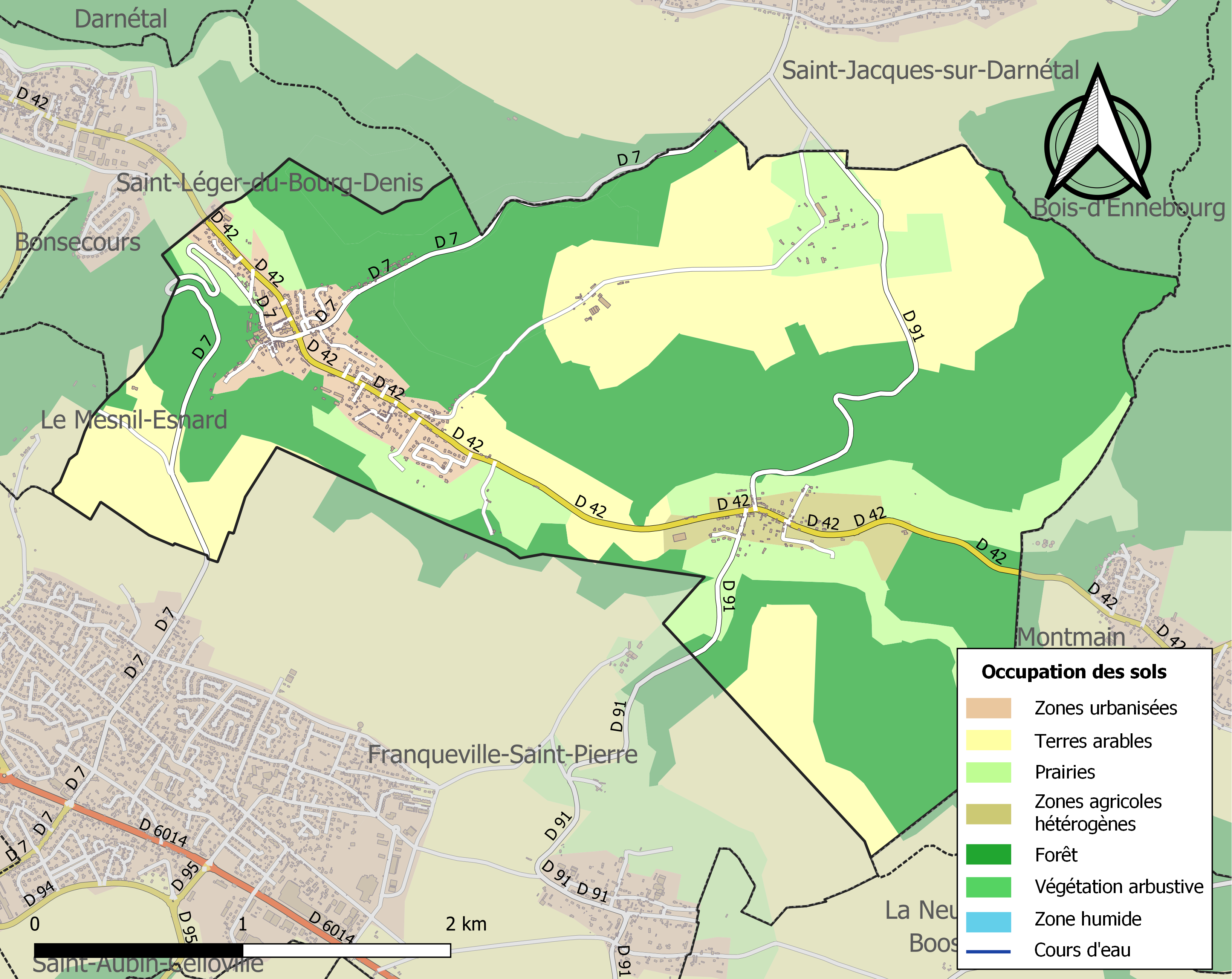
Carte des infrastructures et de l'occupation des sols de la commune en 2018 (CLC).

## Toponymie
Saint-Aubin : anciennement Saint-Aubin-la-Rivière est attesté sous la forme Sanctum Albinum vers 1020,.

Saint Aubin est la dédicace d'un grand nombre de communes en Normandie, il s'agit d'un ancien évêque d'Angers au VIe siècle.
Épinay : est attesté sous les formes Spinetus vers 1024, Spineit vers 1050.
Albert Dauzat et Charles Rostaing expliquent ce type toponymique fréquent par le terme roman epinay signifiant « lieu planté d'(arbres à) épines ». On disait en ancien français un epinay, comme on disait un chesnay, un saussay, etc. Le toponyme Epinay tirerait son nom des épines séculaires qui servaient jadis à séparer les héritages, les aubépines servaient autrefois à délimiter les parcelles de Normandie.

## Histoire
En 1823, une ordonnance royale prononce la fusion des communes de Saint-Aubin-la-Rivière et d'Épinay sous le nom de Saint-Aubin-Épinay[réf. nécessaire].

## Politique et administration
| Période                                  | Période                    | Identité                     | Étiquette | Qualité                                                      |
| ---------------------------------------- | -------------------------- | ---------------------------- | --------- | ------------------------------------------------------------ |
| Les données manquantes sont à compléter. |                            |                              |           |                                                              |
| mars 1891                                | mars 1911                  | André Jean-Baptiste Stackler |           | Maire de Routes (1912 → ?) Chevalier de la Légion d'honneur  |
| décembre 1919                            | 1926                       | Gustave Stackler             |           | Manufacturier                                                |
| 1926                                     | 1943                       | René Stackler                |           | Avoué, fils de Gustave Stackler Maire de Rouen (1943 → 1944) |
| 1943                                     | 1947                       | Eugène Beaurain              |           |                                                              |
| octobre 1947                             | mars 1965                  | René Stackler                |           |                                                              |
| mars 1965                                | août 1981                  | Eugène Beaurain              |           |                                                              |
| septembre 1981                           | juin 1995                  | Pierre Blondel               |           | Agriculteur                                                  |
| juin 1995                                | mars 2001                  | Jean-Claude Dubuisson        |           |                                                              |
| mars 2001                                | En cours (au 10 août 2020) | Benoît Anquetin              | DVG       | Réélu pour le mandat 2020-2026,                              |

## Population et société

### Démographie
L'évolution du nombre d'habitants est connue à travers les recensements de la population effectués dans la commune depuis 1793. Pour les communes de moins de 10 000 habitants, une enquête de recensement portant sur toute la population est réalisée tous les cinq ans, les populations de référence des années intermédiaires étant quant à elles estimées par interpolation ou extrapolation. Pour la commune, le premier recensement exhaustif entrant dans le cadre du nouveau dispositif a été réalisé en 2004.

En 2022, la commune comptait 1 016 habitants, en évolution de −1,93 % par rapport à 2016 (Seine-Maritime : +0,35 %, France hors Mayotte : +2,11 %).
| 1793 | 1800 | 1806 | 1821 | 1831 | 1861 | 1876 | 1881 | 1886 |
| ---- | ---- | ---- | ---- | ---- | ---- | ---- | ---- | ---- |
| 220  | 201  | 202  | 257  | 489  | 460  | 410  | 411  | 443  |

| 1891 | 1896 | 1901 | 1906 | 1911 | 1921 | 1926 | 1931 | 1936 |
| ---- | ---- | ---- | ---- | ---- | ---- | ---- | ---- | ---- |
| 453  | 496  | 498  | 418  | 389  | 425  | 449  | 454  | 382  |

| 1946 | 1954 | 1962 | 1968 | 1975 | 1982 | 1990 | 1999 | 2004 |
| ---- | ---- | ---- | ---- | ---- | ---- | ---- | ---- | ---- |
| 536  | 552  | 573  | 573  | 502  | 555  | 917  | 949  | 981  |

| 2006 | 2009 | 2014  | 2019  | 2022  | - | - | - | - |
| ---- | ---- | ----- | ----- | ----- | - | - | - | - |
| 958  | 932  | 1 037 | 1 024 | 1 016 | - | - | - | - |

### Cultes
Saint-Aubin-Épinay appartient à la paroisse Sainte-Marie-Madeleine de Darnétal – Val d’Aubette qui fait partie du doyenné Rouen-Nord de l'archidiocèse de Rouen.

## Culture locale et patrimoine

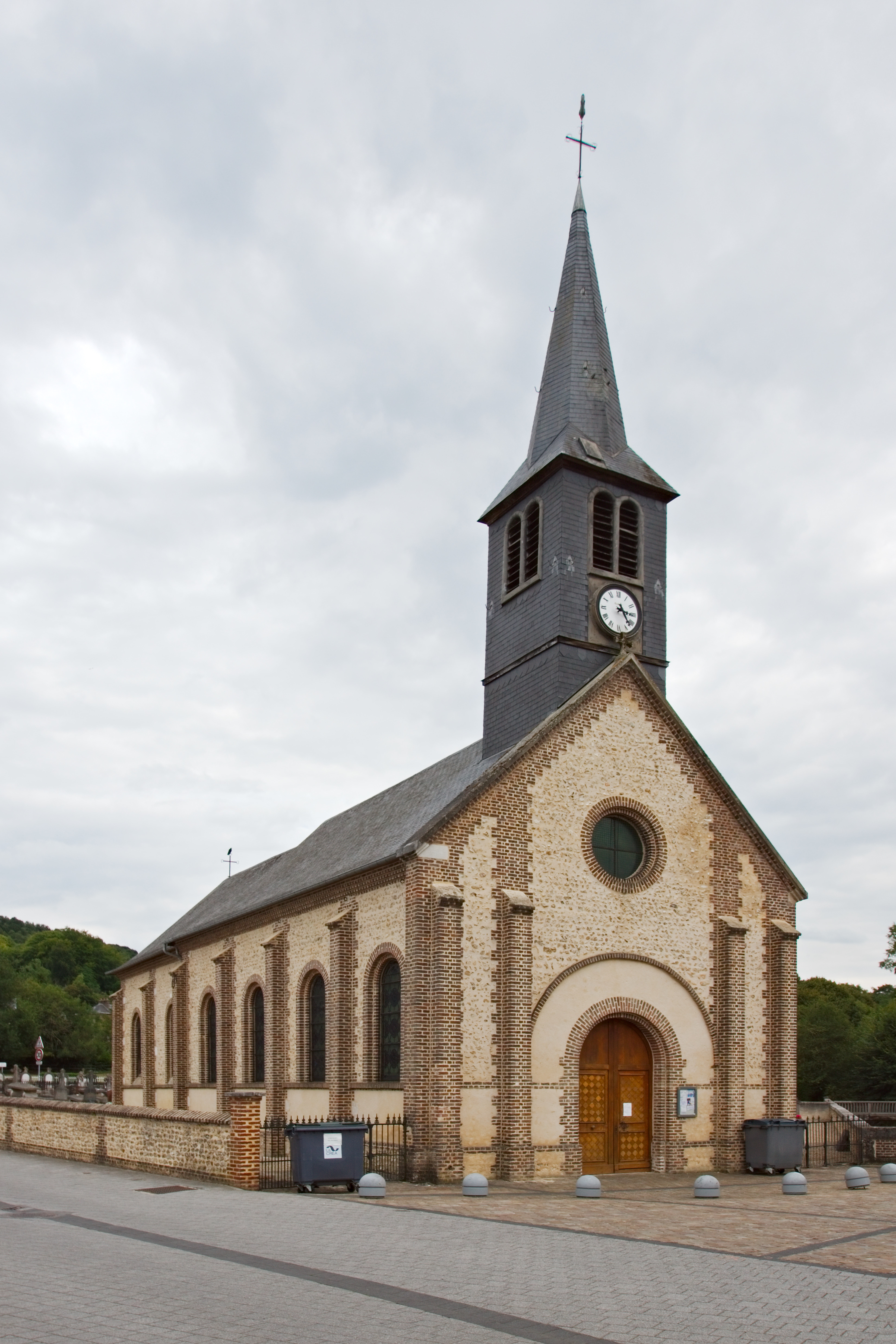
Église Saint-Aubin.

### Lieux et monuments
- Mairie de Saint-Aubin-Épinay.

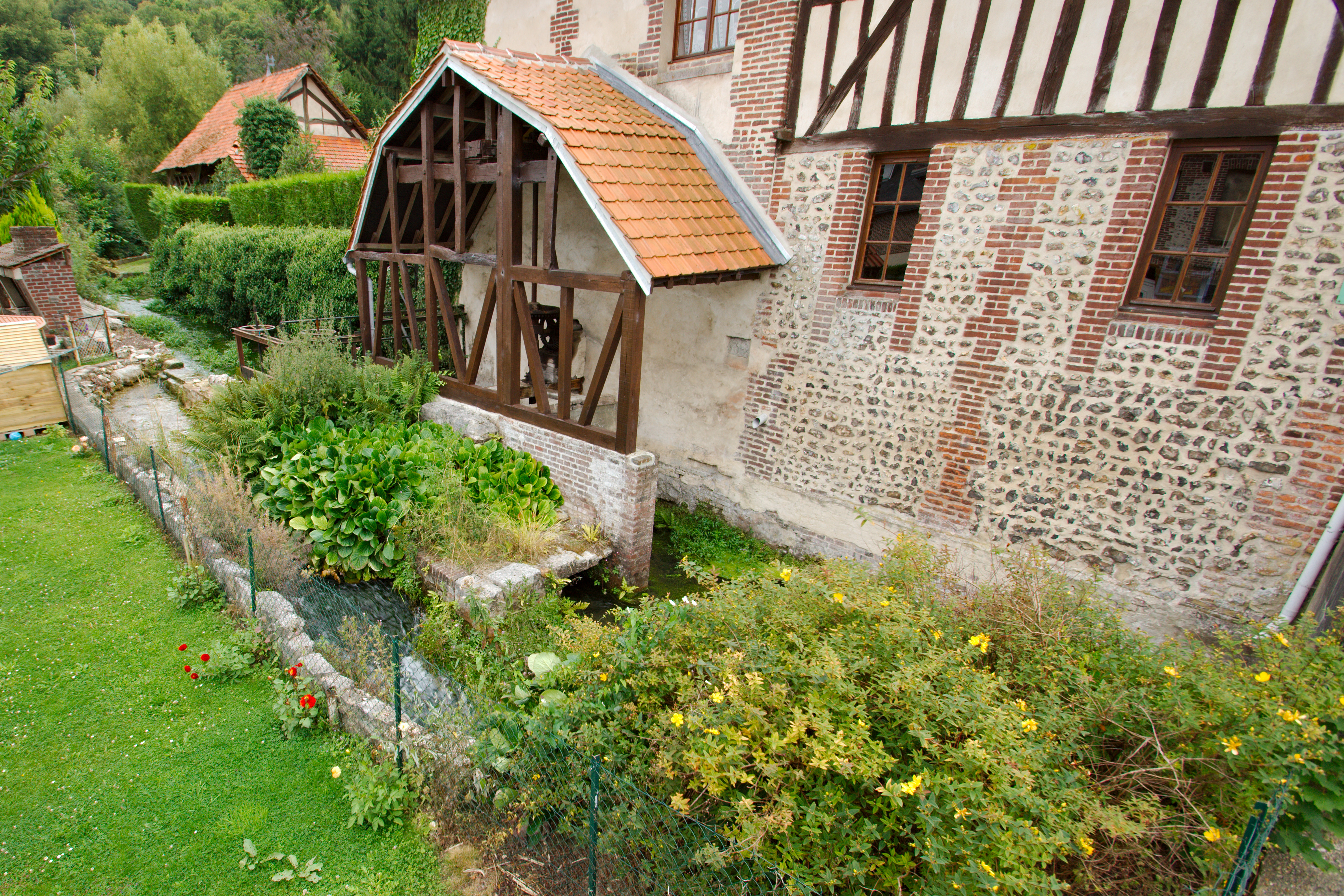
Ancien moulin de la Côte, chemin du Moulin à Saint-Aubin-Épinay.

- Église Saint-Aubin de Saint-Aubin-la-Rivière.
- Église Notre-Dame d'Épinay-sur-Aubette.
- Monument aux morts (1921).
- Plusieurs petits manoirs.
- Moulin de la Côte reconverti en chambre d’hôte.
- Ancienne indiennerie Thirion-Lacassaigne installée au début du XVIIIe siècle à Saint-Aubin-Épinay au plus près de la source de l’Aubette afin de garantir un débit régulier ainsi qu’une bonne qualité de l’eau.

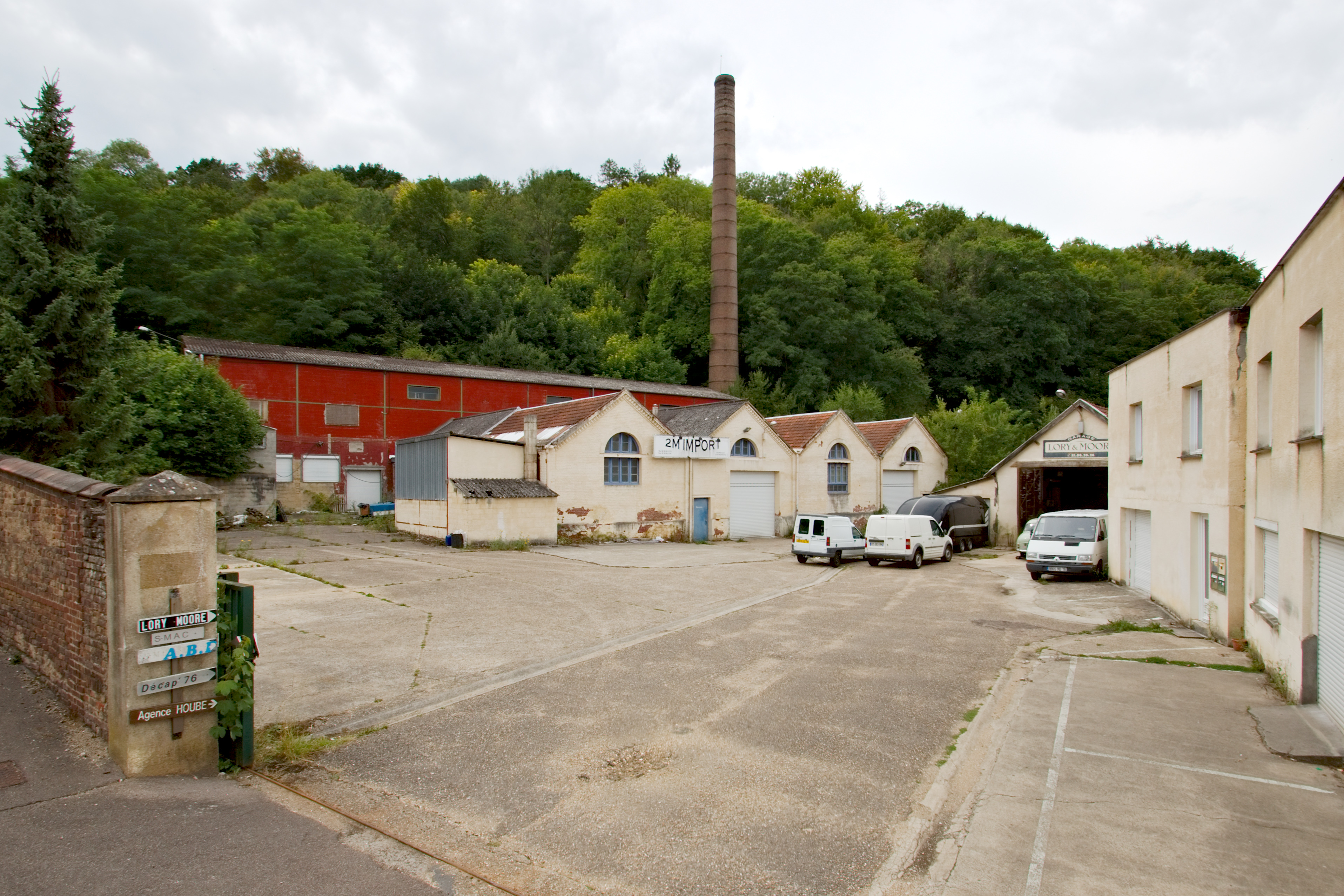
Cheminée.
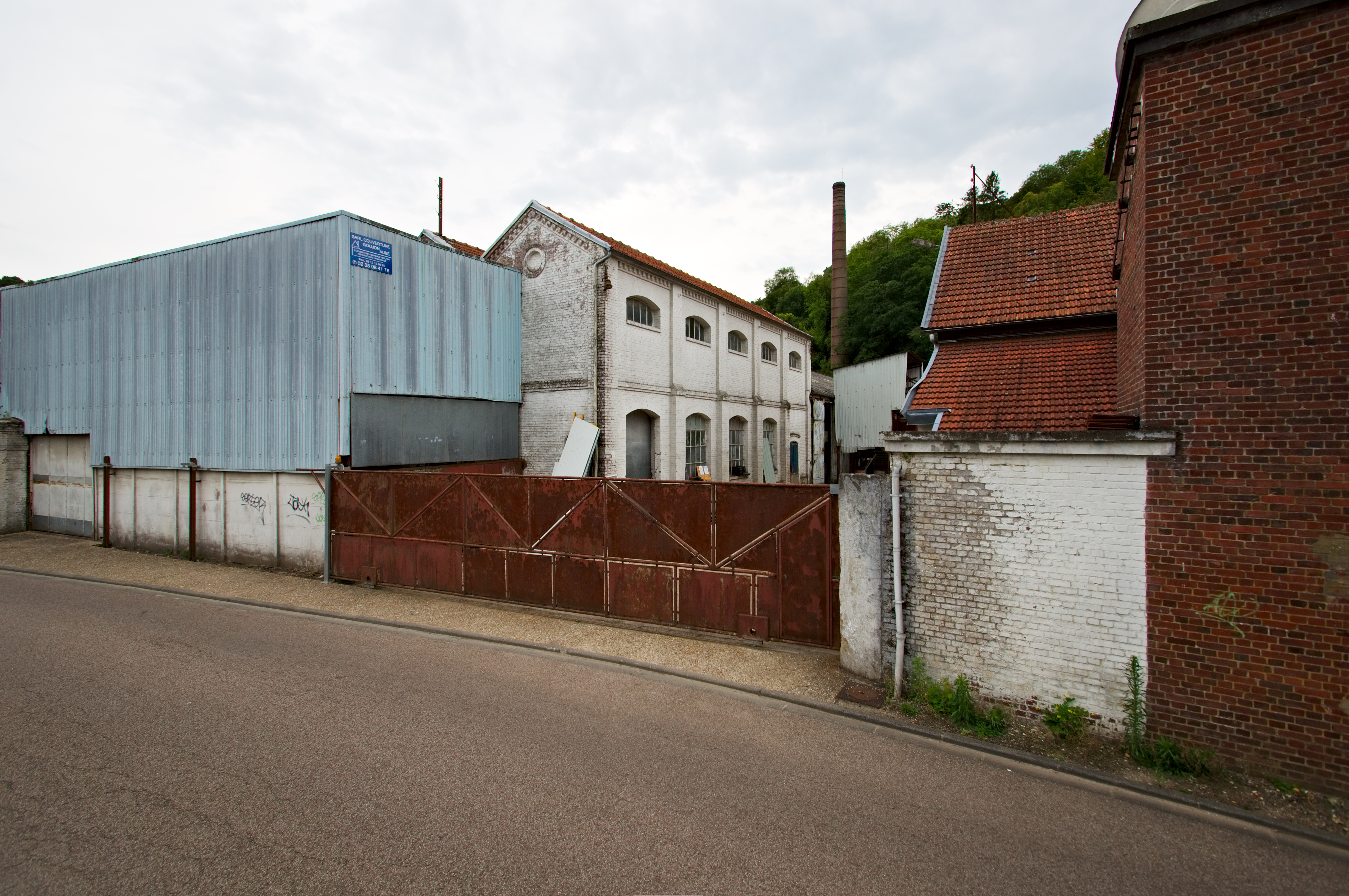
Entrée.
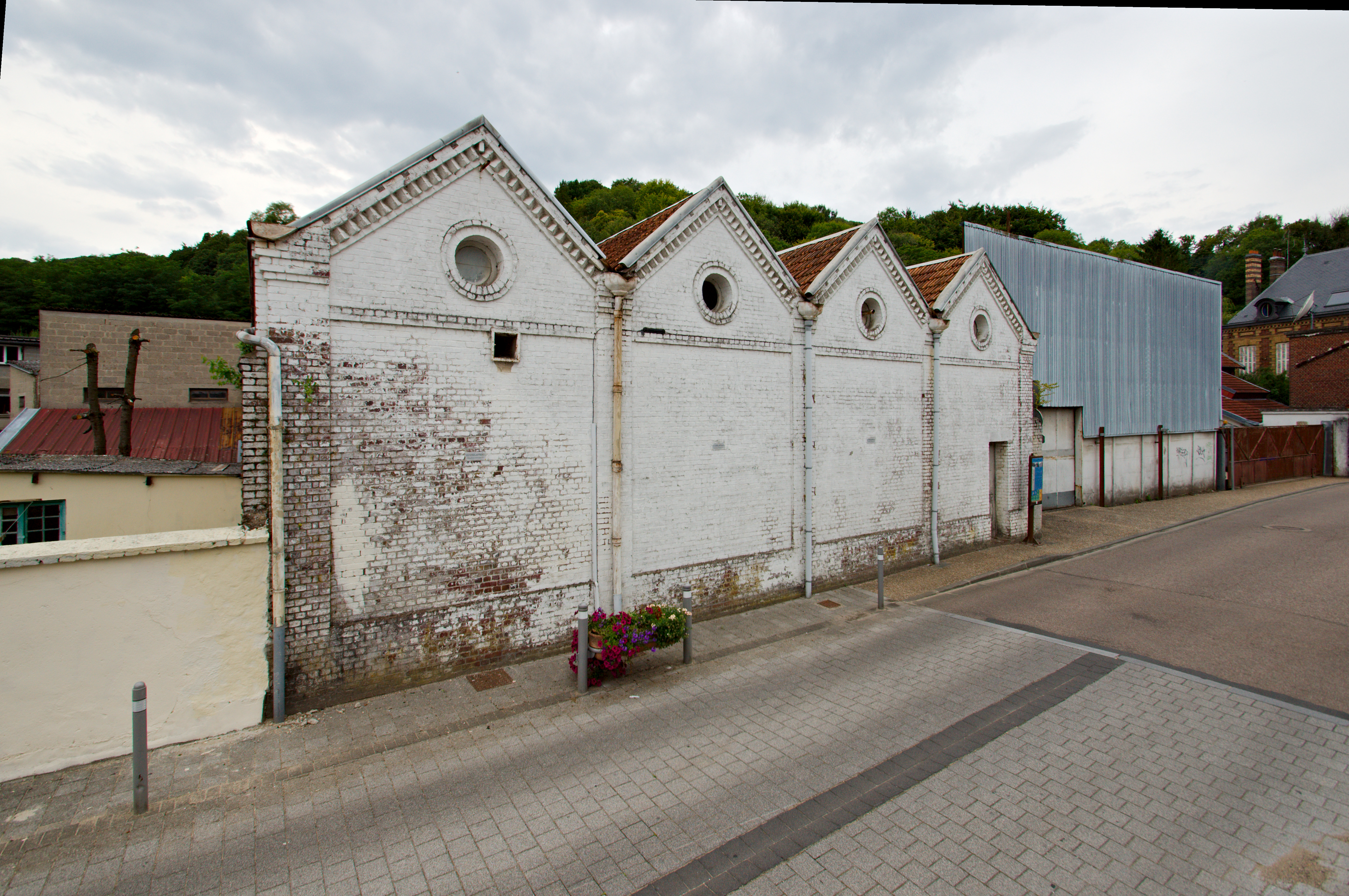
Bâtiment.
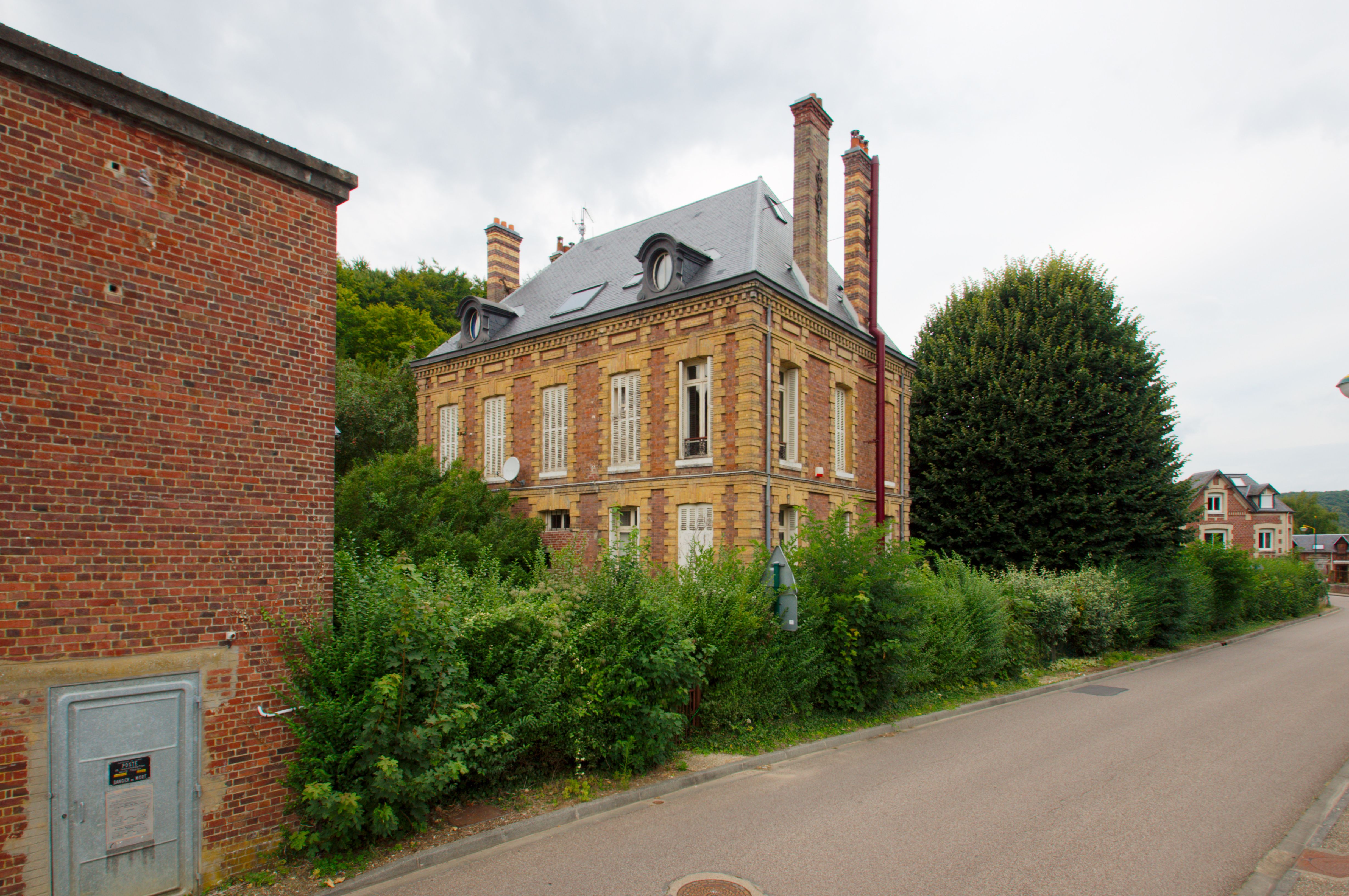
Maison.

### Personnalités liées à la commune
- Émile-Ambroise Thirion (1825-1906)
- René Stackler (1900-1984)